# Werner Reinhart
Werner Reinhart (19 de março de 1884 — 29 de agosto de 1951) foi um comerciante suíço, filantropo, clarinetista amador e mecenas de compositores e escritores, particularmente Ígor Stravinski e Rainer Maria Rilke. Reinhart conhecia e correspondia a muitos dos grandes nomes do início do século XX no mundo artístico e musical europeu, e sua Villa Rychenberg em Winterthur se tornou um ponto de encontro internacional para músicos e escritores.
Ele às vezes era chamado de "o Mecenas de Winterthur". Alice Bailly nomeou Werner Reinhart "L'homme aux mains d'or" — o homem de mãos douradas, e seu retrato de 1920 sobre ele é chamado "O Homem do Coração de Ouro". Oskar Kokoschka também pintou seu retrato em 1947.
Werner Reinhart herdou sua riqueza do negócio da família Volkart, com sede em Winterthur, que ele administrou junto com seu irmão mais velho Georg. Reinhart e Hermann Scherchen desempenharam um papel de liderança na formação da vida musical de Winterthur entre 1922 e 1950, com ênfase na música contemporânea, e foram fundamentais para inúmeras estreias sendo realizadas por lá. Scherchen era uma das muitas pessoas que Reinhart apadrinhava, principalmente no caso de Scherchen, porque ele tinha que pagar pensão alimentícia a nada menos que cinco ex-esposas.

## Pessoas que Reinhart apoiou e assistiu

### Othmar Schoeck
Othmar Schoeck ficou desamparado quando a Primeira Guerra Mundial eclodiu. Sua nomeação como maestro da Orquestra Sinfônica de São Galo (com permissão especial para permanecer residente em Zurique), combinado com a anuidade que Werner Reinhart lhe deu a partir de 1916, permitiu a Schoeck desistir de seus trabalhos como diretor de coro e compor mais ou menos imperturbável.

### Igor Stravinski
Igor Stravinski procurou ajuda financeira de Reinhart quando estava escrevendo Histoire du soldat (O conto do soldado). A primeira apresentação foi realizada por Ernest Ansermet em 28 de setembro de 1918, no Teatro Municipal de Lausana. Werner Reinhart patrocinou esta performance e, em grande parte, a subscreveu. Em gratidão, Stravinski dedicou o trabalho a Reinhart, e até lhe entregou o manuscrito original.
Reinhart continuou seu apoio ao trabalho de Stravinski em 1919, financiando uma série de shows de sua recente música de câmara. Isso incluía um conjunto de cinco números do The Soldier's Tale, arranjados para clarinete, violino e piano, o que foi um aceno para Reinhart, que era um excelente clarinetista amador. A suíte foi realizada pela primeira vez em 8 de novembro de 1919, em Lausana, muito antes de a suíte mais conhecida dos sete instrumentos originais se tornar amplamente conhecida. Stravinski dedicou suas Three Pieces for Clarinet a Reinhart, em gratidão por seu apoio contínuo.
Reinhart fundou uma biblioteca de música de Stravinskiana em sua casa em Winterthur.

### Rainer Maria Rilke
Em 1919, Rainer Maria Rilke viajou para a Suíça a partir de Munique. O motivo externo foi um convite para fazer uma palestra em Zurique, mas o verdadeiro motivo foi o desejo de escapar do caos do pós-guerra e retomar seu trabalho nas Elegias do Duino. A busca por uma residência adequada e acessível mostrou-se muito difícil e Rilke morou em vários lugares. Somente no verão de 1921 ele conseguiu encontrar uma residência permanente no castelo de Muzot, na comuna de Veyras, perto de Sierre, em Valais. Foi em Muzot, em fevereiro de 1922, que Rilke, numa tempestade de inspiração, escreveu a maior parte dos cinquenta e cinco Sonetos para Orfeu e várias coleções menores de poemas. Em maio de 1922, depois de decidir que podia arcar com o custo de uma considerável reforma necessária, Werner Reinhart comprou Muzot para que Rilke pudesse morar lá sem aluguel e tornou-se patrono de Rilke. Aqui Rilke completou seu maior trabalho, as Elegias de Duino.
Durante esse período, Reinhart apresentou Rilke ao seu protegido, o violinista australiano Alma Moodie. Rilke ficou tão impressionado com a peça que escreveu em uma carta: que som, que riqueza, que determinação. Isso e os "Sonetos a Orfeu", eram duas cordas da mesma voz. E ela toca principalmente Bach! Muzot recebeu seu batizado musical.

### Paul Hindemith
O Quinteto de Clarinete de Paul Hindemith, apresentado pela primeira vez no ISCM Festival em Salzburgo em 7 de agosto de 1923, foi dedicado a Werner Reinhart, como seu Canon em Three Voices Sine musica nulla disciplina (1944).
Reinhart disse a Gertrud Hindemith "havia algo de Mozart" na escrita do marido por Trauermusik em menos de um dia em Londres após a morte do rei Jorge V, e a estréia na mesma noite. "Hoje não conheço mais ninguém que possa fazer isso", afirmou.

### Ernst Krenek
Ernst Krenek e sua então esposa Anna Mahler (filha de Gustav Mahler) viveram em Zurique 1924-25, a convite de Reinhart. O casamento deles desmoronou, no entanto, e Krenek teve um breve caso com Alma Moodie. Embora esse relacionamento não tenha durado, Krenek ficou tão agradecido pela introdução de Moodie à assistência de Reinhart que dedicou seu Concerto para Violino N.º 1, op. 29, para ela. Sua Suíte Kleine, op. 28 (1924) foi escrito para o próprio Reinhart.

### Arthur Honegger
Werner Reinhart foi o principal financiador do Théâtre du Jorat, onde estreou o oratório de Arthur Honegger, Le Roi David, e correspondeu ao seu proprietário, René Morax.
Sonatine de Honegger para clarinete e piano (1921–22) foi escrita para Reinhart.
A Pastorale d'été de Honegger foi tocada em Berlim em 9 de novembro de 1922, conduzida por Bernhard Seidmann. Isso foi financiado por Werner Reinhart, que também instou Honegger a programar Horace victorieux, um trabalho que ele acreditava ser muito mais importante.

### Anton Webern
Foi graças a Werner Reinhart que Anton Webern, que vivia em isolamento político na Áustria, pôde assistir à estreia de suas Variações para Orquestra, op. 30 em Winterthur em 1943. Reinhart investiu todos os meios financeiros e diplomáticos à sua disposição para permitir que Webern viajasse para a Suíça. Em troca desse suporte, Webern dedicou o trabalho a ele.

## Outras dedicações
- Em 1944, Frank Martin escreveu uma "Canon para Werner Reinhart" para oito vozes (SSAATTBB), em um texto de Pierre de Ronsard.[36]
- A Sonata de Adolf Busch para clarinete baixo solo foi escrita para Reinhart.[32]
- Hermann Burte dedicou a Gedichte Voltaires a Reinhart.
- Richard Strauss dedicou sua Sonatina no. 2 "Fröhliche Werkstatt" para 16 Blasinstrumente (a.k.a. Symphony for Wind Instruments, "Happy Workshop") para Reinhart.[37]

## Outros associados
- Reinhart também estava em boas relações com Arnold Schoenberg.[38] Schoenberg escreveu para Reinhart em 1923: "No momento, importa mais para mim se as pessoas entenderem meus trabalhos mais antigos. [...] Não dou tanta importância a ser um bicho-papão musical quanto a ser um continuador natural da boa e velha tradição corretamente entendida!"[39][40]
- Em janeiro de 1933, Hans Pfitzner estava tão desprovido de fundos que se ofereceu para vender três artefatos de museu para Reinhart pela soma de 1.500 RM. Nesta ocasião, Reinhart não respondeu.[41]
- Após a Segunda Guerra Mundial, Wilhelm Furtwängler e sua esposa Elisabeth escaparam para a Suíça com a assistência de Ernest Ansermet e foram apoiados financeiramente por Werner Reinhart.[42]
- Em 1920, Albert Moeschinger recebeu uma bolsa de estudos de Reinhart por três anos estudando no exterior.[43]
- Foi a convite pessoal de Werner Reinhart que Petr Rybar se tornou mestre de concertos da Orquestra Winterthur, onde permaneceu por 28 anos.[44]
- Ele também conhecia ou correspondia com: Volkmar Andreae, Ernest Ansermet, René Auberjonois, Conrad Beck, Alban Berg, Alfredo Casella, Alexandre Cingria, Gustave Doret, Karl Ferdinand Edmund von Freyhold, Alois Hába, Clara Haskil,[45] Hermann Hesse,[1] Karl Hofer, Heinrich Kaminski, Rudolf Kassner, Carl Montag, Paul Müller-Zurique, Charles Ferdinand Ramuz, Ker-Xavier Roussel, Albert Schweitzer, Richard Strauss, Regina Ullmann e Felix Weingartner.[46]
- As bibliotecas Winterthur contêm manuscritos musicais e literários de Beck, Berg, Debussy, de Falla, Franck, Haydn, Hindemith, Honegger, Kaminski, Krenek, Liszt, Frank Martin, Milhaud, Myaskovsky, Moeschinger, Mozart, Müller-Zürich, Ramuz (Histoire du soldat), Reger, Schoeck, Schubert, Richard Strauss, Stravinsky, Weber, Webern e Hugo Wolf.[47]